# Günter Helmchen

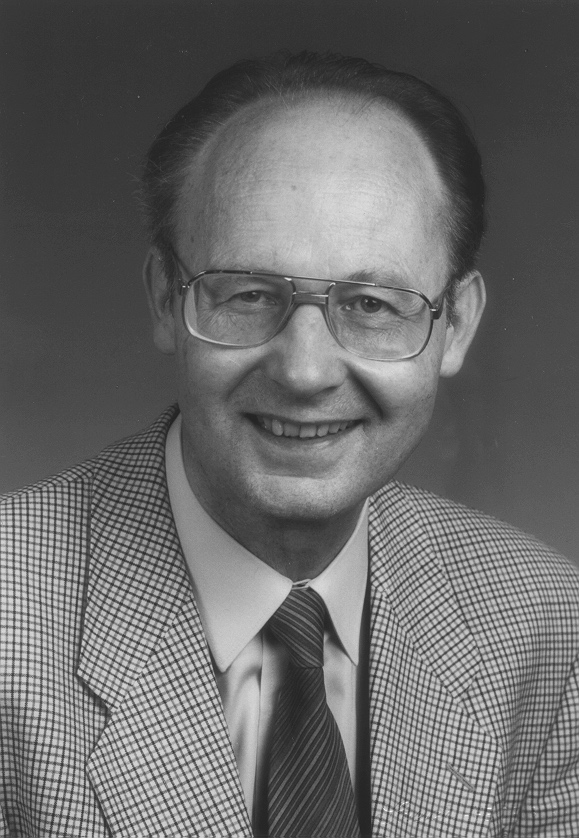
Günter Helmchen (1998)

Günter Helmchen (* 21. August 1940 in Groß Lipke, Landkreis Grätz (Wartheland)) ist ein deutscher Chemiker und war Professor an der Ruprecht-Karls-Universität Heidelberg.

## Leben
Helmchen wuchs im Raum Hannover auf. Nach seinem Abitur studierte er Chemie an der Universität Hannover und diplomierte 1965 bei Walter Theilacker über benzylische Radikale. Als Stipendiat ging er dann nach Zürich an die Eidgenössische Technische Hochschule, wo er 1970 promoviert  wurde. Sein Mentor war Vladimir Prelog, die Dissertation mit dem Titel Untersuchungen über pseudoasymmetrische organische Verbindungen wurde mit der Medaille der ETH Zürich ausgezeichnet. 1972 ging Helmchen an die Universität Stuttgart, wo er sich 1980 habilitierte. 1981 folgte er einem Ruf auf eine Professur an die Universität Würzburg. Seit 1985 hatte er den Lehrstuhl I für Organische Chemie als ordentlicher Professor für Organische Chemie an der Universität Heidelberg inne. Helmchen ist seit 2008 emeritiert. Sein Nachfolger ist Uwe Bunz. Seit 2011 ist Helmchen Seniorprofessor an der Universität Heidelberg. Der Heidelberger Akademie der Wissenschaften gehört er seit 1998 als ordentliches Mitglied an.

## Forschungsgebiet
Die Forschungsschwerpunkte Helmchens sind die Synthese chiraler Verbindungen, hierzu im Besonderen Naturstoffe, und die enantioselektive Katalyse. Während seiner Promotion beschäftigte Helmchen sich mit der Nomenklatur chiraler Verbindungen. Seine Arbeiten sind in die Ausarbeitung der heute gängigen CIP-Nomenklatur eingeflossen. Auch die erstmalige gezielte Herstellung pseudoasymmetrischer Verbindungen mit der Prägung des Begriffs Prochiralität wurde von Helmchen im Jahre 1972 publiziert.

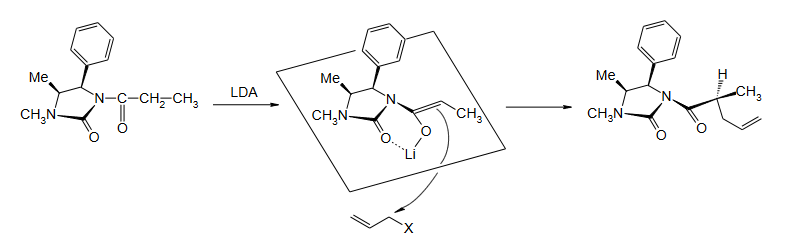
Auxilliar Imidazolidin-2-on

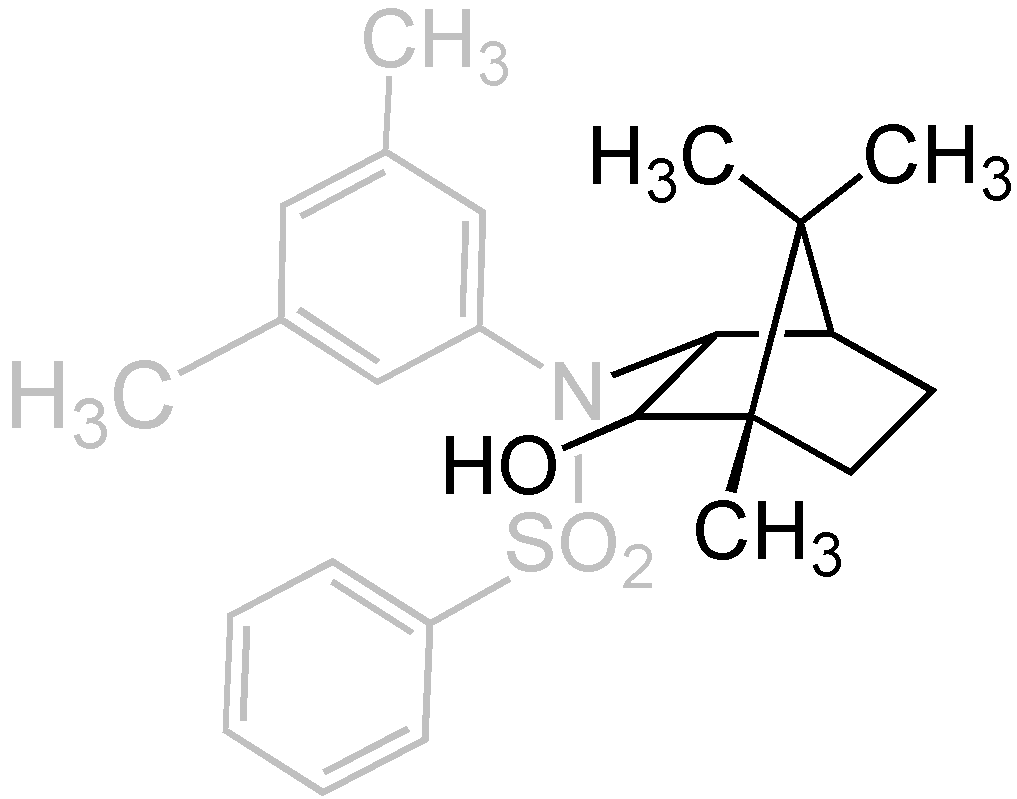
Helmchen-Auxiliar

In den 1980er Jahren entwickelte er die nach ihm benannte Helmchen-Synthese zur enantioselektiven Synthese α-chiraler Carbonsäuren beziehungsweise β-chiraler Alkohole mittels des Helmchen-Auxiliars.
Ein anderes Auxiliar vom Typ Imidazolidin-2-on, das einfacher darzustellen ist, wurde auch von ihm verwendet.
In den späteren Jahren kamen zu seinen Interessen die enantioselektive Katalyse hinzu. So war er an der Entwicklung chiraler Phosphinooxazolin-Liganden beteiligt, die heute unter dem Namen PHOX-Liganden bekannt sind. Während diese Liganden zur Katalyse mit Palladium verwendet wurden, entwickelte Helmchen später für das neu entstehende Gebiet der regio- und enantioselektiven Iridiumkatalyse Liganden und Anwendungsbereiche, was er 1997 erstmals publizierte.

## Publikationen
Helmchen veröffentlichte zahlreiche wissenschaftliche Zeitschriftenbeiträge und war neben der Mitarbeit an weiterer chemischer Fachliteratur maßgeblich an der Realisierung der zehn Bände des Houben-Weyl zur Thematik Stereoselektive Synthese beteiligt.

## Auszeichnungen
- 1971 Medaille und Preis der ETH Zürich
- 1979 Preis der Freunde der Universität Stuttgart für besondere wissenschaftliche Leistungen
- 1981 Karl-Winnacker-Stipendium
- 1981 Preis für Chemie der Akademie der Wissenschaften zu Göttingen
- 1991 Fellowship Award Japanese Society for the Promotion of Science
- 1997 Prelog-Medaille und -Vorlesung der ETH Zürich
- 2001 Horst-Pracejus-Preis der Gesellschaft Deutscher Chemiker

## Sonstiges
Ein Fußweg in unmittelbarer Nachbarschaft zum Organisch-Chemischen Institut der Universität Heidelberg trägt zu seinen Ehren die Bezeichnung „Günter-Helmchen-Allee“.